# Gaas (Gemeinde Eberau)
Gaas (ungarisch Pinkakertes, Kertes; kroatisch Kerteš, Krteš) ist eine Ortschaft und Katastralgemeinde der Gemeinde Eberau im Bezirk Güssing im Burgenland.

## Geografie
Beim Ort handelt es sich um Schmalangerdorf an der Pinkataler Weinstraße im Unteren Pinkatal, etwa 750 m westlich der ungarischen Staatsgrenze. 
Am dreiseitigen Anger des Ortes liegen Streckhöfe und Hakenhöfe zumeist mit der Giebelseite zum Anger. Im Westen liegt eine Kellergasse mit schmalen Kellerhäusern.

## Geschichte
Die erste urkundliche Erwähnung des Ortes stammt aus dem Jahre 1221. Die Ortschaft wird zur Burg Kertes gehörig genannt.
Gaas gehörte wie das gesamte Burgenland bis 1920/21 zu Ungarn (Deutsch-Westungarn). Ab 1898 musste aufgrund der Magyarisierungspolitik der Regierung in Budapest der ungarische Ortsname der Ortschaft verwendet werden. Nach Ende des Ersten Weltkriegs wurde nach zähen Verhandlungen Deutsch-Westungarn in den Verträgen von St. Germain und Trianon 1919 Österreich zugesprochen. Seit 1921 gehört der Ort zum damals neu gegründeten Bundesland Burgenland (siehe auch Geschichte des Burgenlandes).
Am 1. Jänner 1971 wurde Gaas im Zuge des Gemeindestrukturverbesserungsgesetzes der burgenländischen Landesregierung mit den Orten Eberau, Kulm im Burgenland, Kroatisch Ehrensdorf, Oberbildein, Unterbildein und Winten zur neuen Gemeinde Eberau zusammengelegt.

## Sehenswürdigkeiten
- Pfarr- und Wallfahrtskirche Mariä Himmelfahrt, auch Maria Weinberg genannt, südlich des Ortes weithin sichtbar am Hang des Kulmer Waldes gelegen
- Filialkirche hl. Anna, auch Dorfkirche genannt, mittig im Ort gelegen

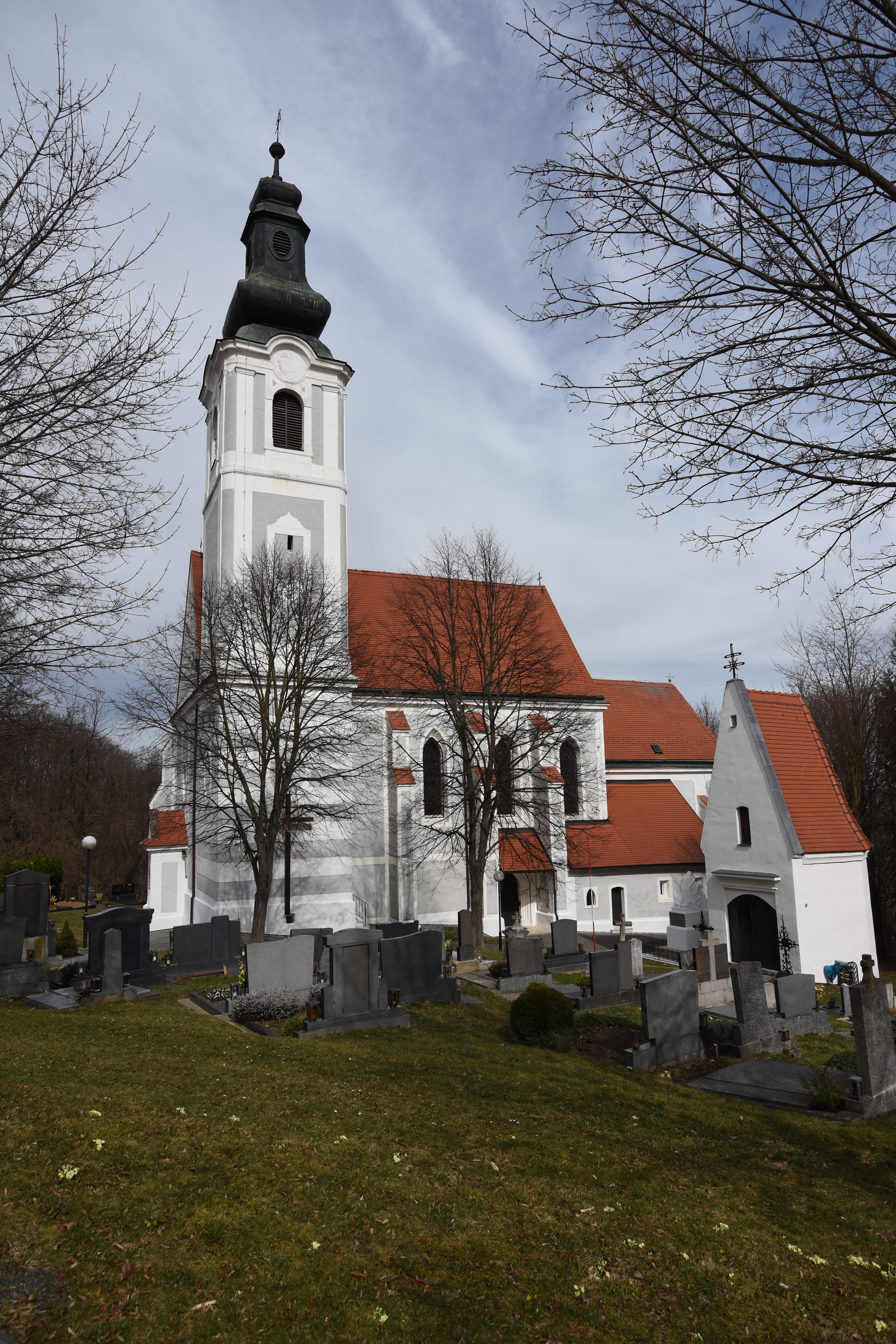
Wallfahrtskirche Maria Weinberg
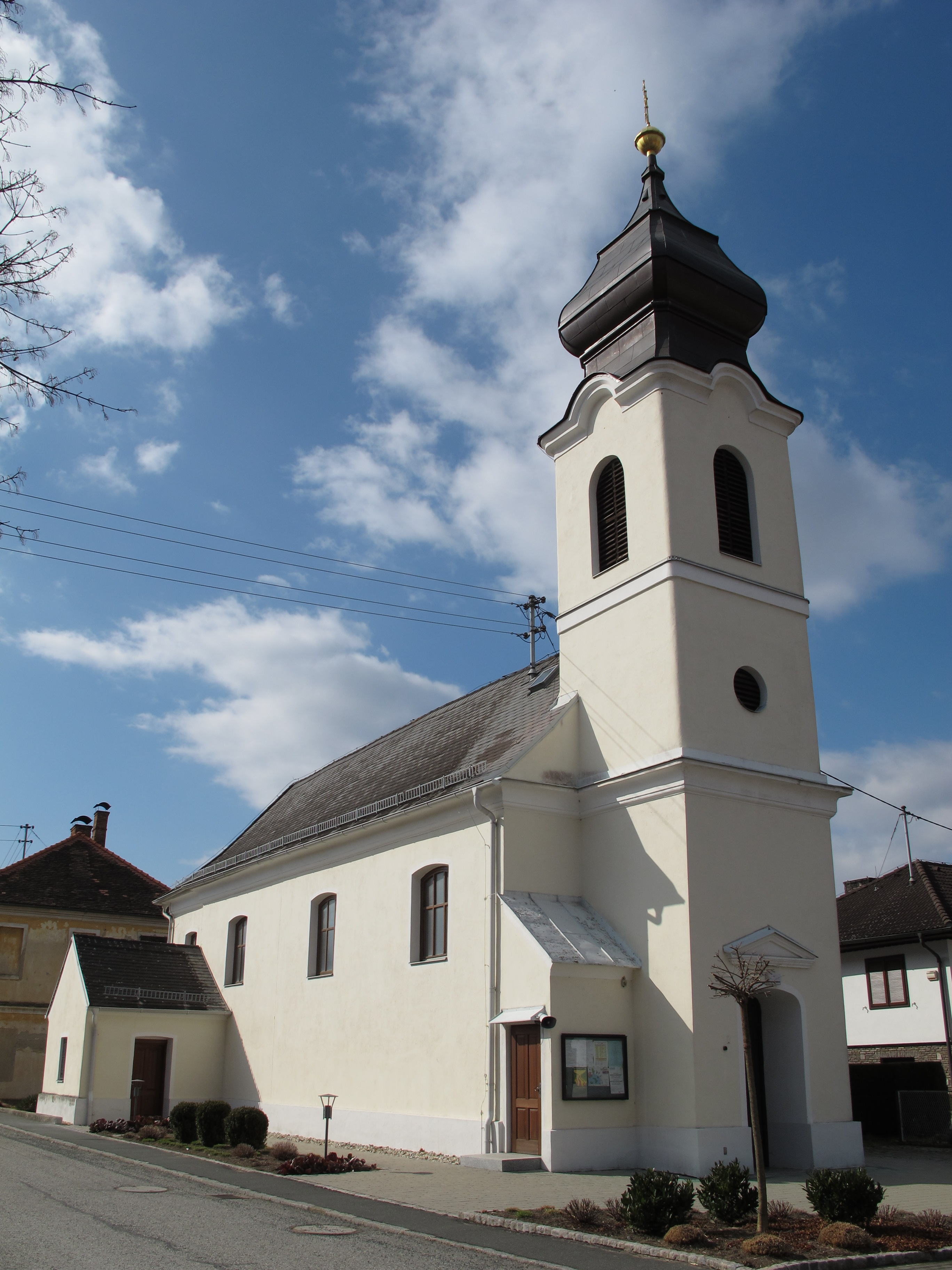
Filialkirche Hl. Anna